# ماري لويزا ويلارد
ماري لويزا ويلارد (19 مايو 1898 - 17 أبريل 1993) معروفة عالمياً بفضل أعمالها في مجال المجهر الضوئي والطب الشرعي. بدأت العمل في جامعة ولاية بنسلفانيا كمساعد في عام 1921، وتقاعدت كأستاذة فخرية في عام 1964 وساعدت موظفي إنفاذ القانون طوال حياتها المهنية وبعد تقاعدها الرسمي وغالباً دون أجر.

## التعليم والمهنة
ولدت ماري لويزا ويلارد في 19 مايو 1898، في منزل موفات في حرم ولاية بنسلفانيا لجوزيف مودي ويلارد وهنريتا نون. كان والدها أستاذاً في جامعة ولاية بنسلفانيا.
أكملت شهادة البكالوريوس في الكيمياء في عام 1921 لتصبح مساعدة في قسم الكيمياء. وتمت ترقيتها إلى مدرسة في عام 1923 عندما أكملت درجة الماجستير في الكيمياء العضوية. في عام 1927 حصلت على الدكتوراه من جامعة كورنيل حيث عملت مع وليام ريدلي أورندورف. ثم أصبحت أستاذة مساعدة في ولاية بنسلفانيا. في عام 1938 أصبحت أستاذة كاملة. تقاعدت رسمياً في عام 1964 وأصبحت أستاذة فخرية ولكنها واصلت عملها في مجال علم الإجرام.
نشرت أكثر من 40 مقالة عن الكيمياء وعلم الإجرام وكذلك كتيبات مخبرية عن المجهر الكيميائي. ومن بين منشوراتها دراسة قصيرة عن النساء الرائدات في الكيمياء. كانت محررة مساعدة في مجلة ميكروكيمي (الكيمياء الجزيئية) منذ عام 1942.

## الطب الشرعي
ماري ويلارد متخصصة في التحليل الكيميائي. وقد استخدمت مجموعة متنوعة من التقنيات بما في ذلك التحليل الطيفي بالأشعة تحت الحمراء والأشعة فوق البنفسجية وقياس الطيف الكتلي واللوني للغاز والرنين المغناطيسي النووي. ركزت بشكل خاص على دراسة البلورات المشوهة.
انخرطت في أول قضية جنائية لها في عام 1930 عندما حللت الكحول من قضية انتهاك محظورات. ساعدت الموظفين المكلفين بإنفاذ القانون طوال حياتها كشاهدة خبيرة وخدماتها غالباً ما تكون مجانية. وشملت تحقيقاتها جرائم القتل والانتحار وحوادث السيارات. كانت من أوائل المؤيدين لتحليل الشعر والدم للتعرف على أسلحة القتل المشتبه فيها. في إحدى الحالات في الخمسينيات، قررت أن الشعر على سكة حديدية كان لطفل وليس لكلب. بالنسبة للحالات الأخرى قامت بقياس المقذوفات ومسارات الإطارات وعينات الطين من الأحذية. المؤسسات التي ساعدتها شملت سوريتيه وسكوتلاند يارد والانتربول بالإضافة إلى المزيد من تطبيق القانون المحلي. وفقاً لأحد التقديرات فقد تم الاتصال بها من قِبل مسؤولي إنفاذ القانون يومياً ومثلت أمام المحكمة مرة كل شهر. أطلقت عليها مطبعة بيتسبرغ اسم «السيدة شيرلوك».

## التدريس
كانت عضو مؤسس لفرع Iota في ألفا ستا دلتا دلتا كابا غاما الدولية في 1 مارس 1947 وكانت معروفة بتوجيهها لكل من الطلاب والطالبات. كانت في بعض الأحيان تسمح لطلابها بأن يكتسبوا تجربة حقيقية من خلال المساعدة في اختبار مواد للتحقيقات الجنائية التي ساهمت فيها.
توفيت ماري ويلارد في 17 أبريل 1993. توجد أوراقها في أرشيف جامعة ولاية بنسلفانيا.
في عام 2009 تم إنشاء منحة ماري ويلارد الأمناء لتكريمها مع إعطاء الأفضلية للطلاب المتخصصين في علوم الطب الشرعي في كلية إبيرلي للعلوم.

## الأوسمة والجوائز
كانت ويلارد عضو في الجمعية الكيميائية الأمريكية (1921) والمعهد الأمريكي للكيميائيين والرابطة الأمريكية لتقدم العلوم. [6] حصلت على عدد من الجوائز بما في ذلك ما يلي:
- 1947، أول امرأة تتولى رئاسة قسم التحليلات والكيمياء الدقيقة في ACS[2][11]
- 1955، المرأة الثانية التي تم الاعتراف بها من قبل فصل بنسلفانيا من المعهد الأمريكي للكيميائيين ل «الجهود المتميزة للنهوض بالكيميائيات النساء».[2]
- 1957، عضو فخري في أخوية فرسان الشرطة [10]
- 1959، أول شخص يتم الاستشهاد به من قِبل ولاية بنسلفانيا لـ «التفوق في التدريس»[2]
- في عام 1965، حصل على جائزة «امرأة العام» في ولاية بنسلفانيا[2]
- 1965، عضو فخري في الجمعية النمساوية للكيمياء الدقيقة (المواطنة الأمريكية الرابعة التي تم تكريمها)[2]